# Ma Zhaoxu
Ma Zhaoxu (en chino tradicional, 馬朝旭; en chino simplificado, 马朝旭; pinyin, Mǎ Zhāoxù; Heilongjiang, septiembre de 1963) es un diplomático chino. Desde enero de 2018 es representante permanente de la República Popular China ante la Organización de las Naciones Unidas en Nueva York.
Previamente fue embajador en Australia, portavoz y director general del departamento de informaciones del Ministerio de Relaciones Exteriores chino.

## Biografía
Se graduó de la Universidad de Pekín con un título en relaciones internacionales. En 1986, participó en la competencia inaugural de debate de estudiantes universitarios asiáticos organizada por Singapore Broadcasting Corporation (SBC) y ganó el premio "mejor debatiente", llegando a ser conocido por los estudiantes universitarios de la República Popular China en ese momento.
Se unió al Ministerio de Relaciones Exteriores en 1987 y trabajó en varios departamentos y embajadas, incluyendo consejero en la embajada de la República Popular China en el Reino Unido desde 2001 hasta 2002 y consejero en la embajada de la República Popular China en Bélgica de 2002 a 2004. Fue nombrado subdirector de la Departamento de Planeación de Políticas en 2004 y director en 2006. En enero de 2009, reemplazó a Liu Jianchao como director general del Departamento de Información y como vocero principal del ministerio.
El 6 de abril de 2016, fue nombrado Representante Permanente de la República Popular de China ante la Oficina de la Organización de las Naciones Unidas en Ginebra (ONUG) y otras organizaciones internacionales.
En 2018, sucedió a Liu Jieyi como representante Permanente de China ante la ONU en Nueva York.